# Daams' molen
Daams' molen is een korenmolen in Vaassen (gemeente Epe) in de Nederlandse provincie Gelderland.
De molen is in 1870 gebouwd en werd in 1934 onttakeld. Het veevoederbedrijf waarvoor de molen als opslagplaats werd gebruikt, staakte in 1964 zijn activiteiten waarna de toestand van de molen erg verslechterde.
De Stichting Vaassens' Molen heeft in 1989 het startsein voor een restauratie gegeven, waarna de wieken in 1990 weer draaiden. De houten achtkant bleek niet meer bruikbaar en moest in zijn geheel worden vervangen.
De roeden van de molen zijn 22,40 meter lang en zijn voorzien van het oud-Hollands hekwerk. De vang is een stalen bandvang. De inrichting bestaat uit een koppel 16der (140 cm doorsnede) maalstenen.
De molen werd in het voorjaar van 2012 met 4,90 meter verhoogd om na de voltooiing van de dichtbijgelegen nieuwbouw weer van vrije windvang te zijn gegarandeerd. Bij dit project werden speciale technieken ingezet, onder meer voor de noodzakelijke tijdelijke verplaatsing van de molen. Op 22 mei werd het hoogste punt bereikt en op 7 september werd de verhoogde molen officieel heropend.
In 2014 werd op de begane grond van de molen een koffie- en theehuis gevestigd.

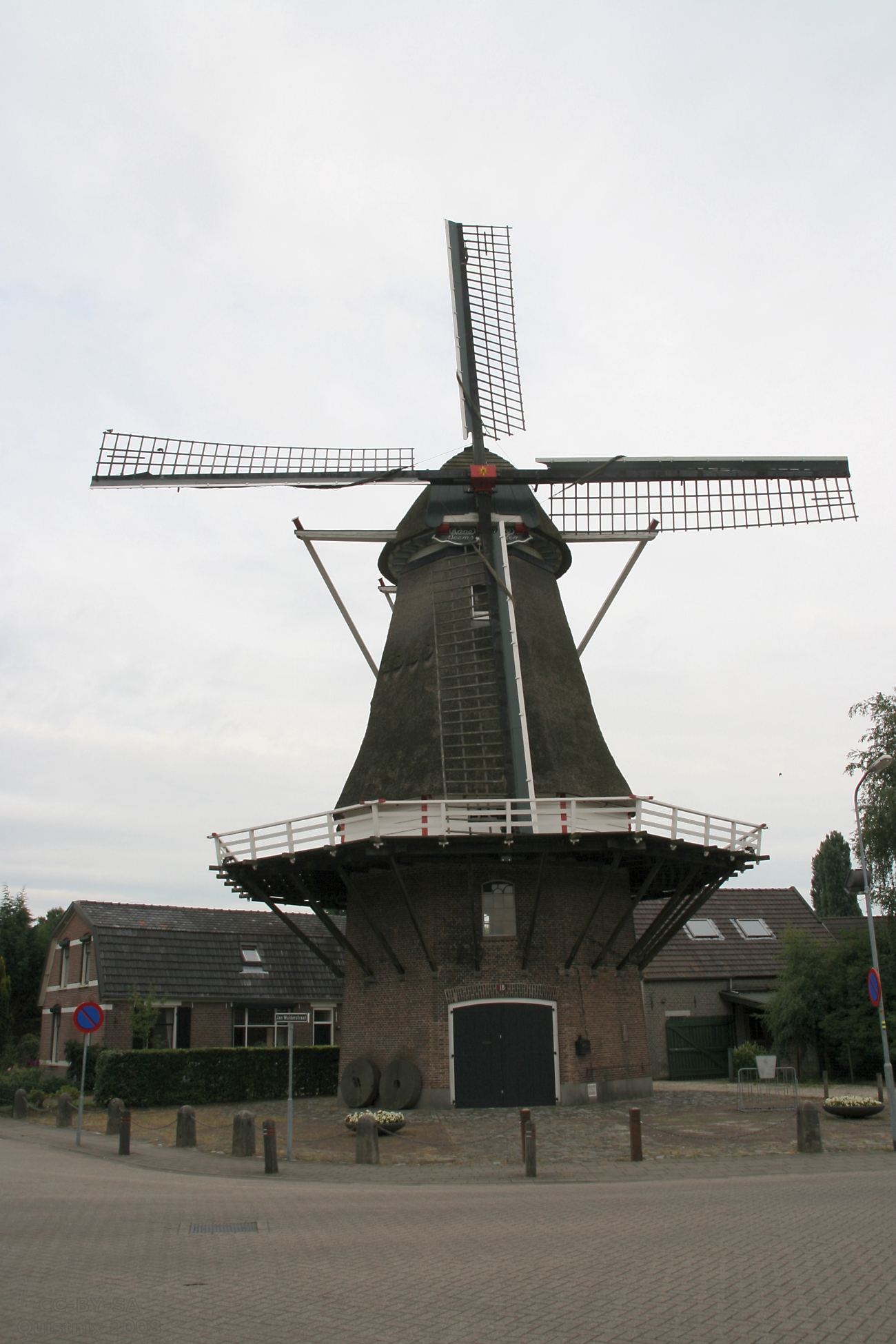
Daams' molen in 2008
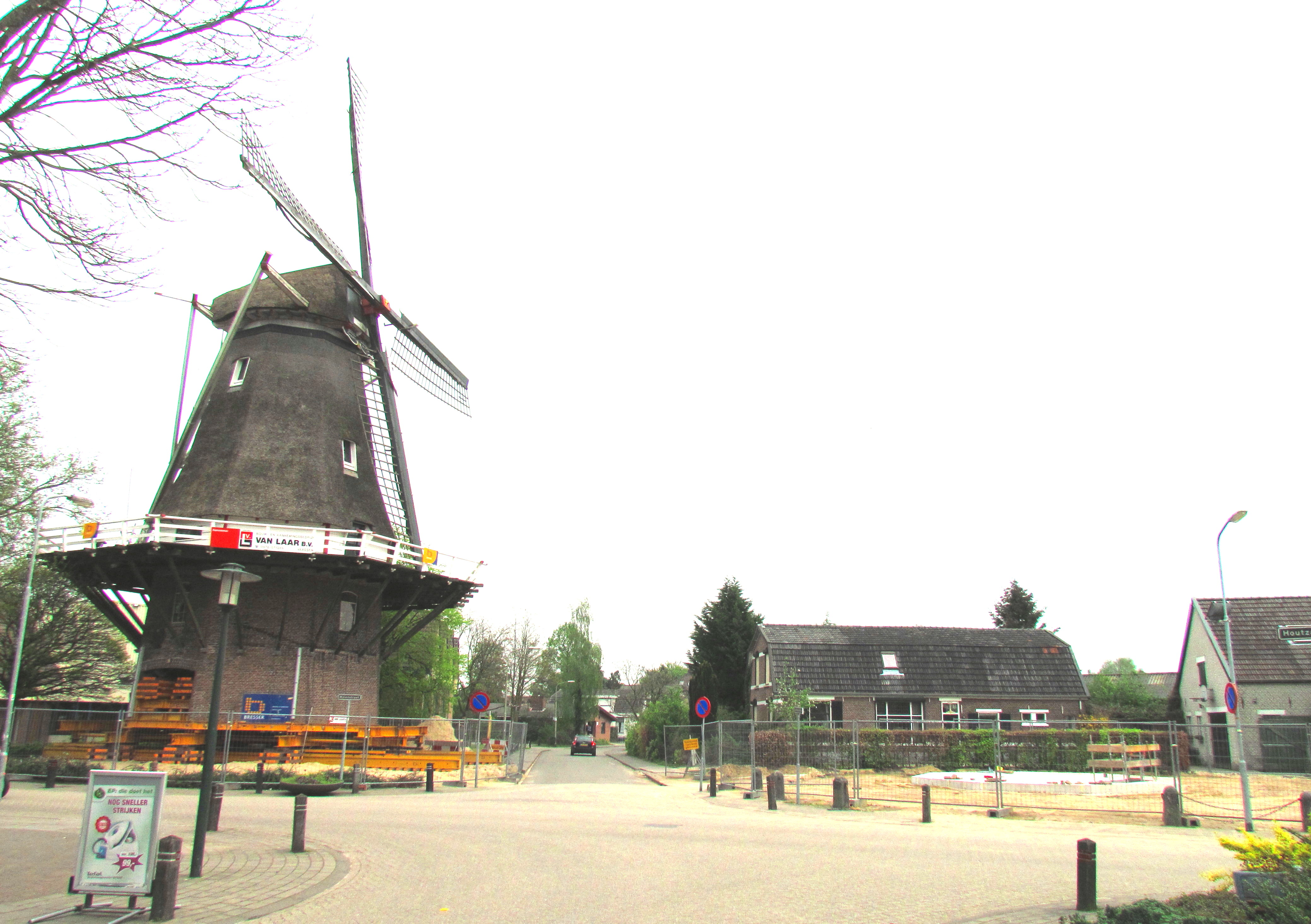
Tijdelijk de weg overgezet (2012)